# Mexiko (osada)
Mexiko je osada v okrese Ostrava-město v Moravskoslezském kraji. Větší (jižní) část osady připadá městu Klimkovice, zatímco menší (severní) část připadá obci Vřesina. Mexiko se nachází asi 4,5 km severozápadně od centra Klimkovic a asi 17 km jihozápadně od centra Ostravy.
V Mexiku je registrováno 48 čísel popisných. Jsou zde čtyři pojmenované ulice – Mexiko, Společná, Rakovecká a Na Staré cestě. Prochází tudy silnice III/4693. Vyhlášený je zdejší hostinec U Buroně, taktéž nazývaný Mexiko, který zde stojí již od 20. let 20. století.